# Nokia N71
Le Nokia N71 est un téléphone mobile commercialisé par Nokia en 2005. Il comporte un appareil photo de 2 Mp avec flash, une radio FM, le Bluetooth et le Wi-Fi.

## Caractéristiques
- Système d'exploitation Symbian OS 9.1
- GSM/EDGE/3G
- 98,6 × 51,2 × 25,8 mm pour 139 grammes
- Écran à cristaux liquides de définition 320 × 240 pixels
- Batterie de 970 mAh
- Mémoire : 10 Mio extensibles par carte mémoire MiniSD
- Appareil photo numérique de 2 mégapixels
- Appareil photo numérique secondaire pour la visiophonie
- Wi-Fi b,g
- Bluetooth
- Vibreur
- Radio FM
- DAS : 0,41 W/kg.